# Paratype univitta
Paratype univitta är en fjärilsart som beskrevs av George Francis Hampson 1900. Paratype univitta ingår i släktet Paratype och familjen björnspinnare. Inga underarter finns listade i Catalogue of Life.